# Iwanka Christowa
Iwanka Marinowa Christowa, buł. Иванка Маринова Христова (ur. 19 listopada 1941 w Osikowicy, zm. 24 lutego 2022 w Sofii) – bułgarska lekkoatletka, która specjalizowała się w pchnięciu kulą. 
Podczas VII Mistrzostw Europy w 1962 zajęła siódmą lokatę. W 1967 i 1969 zdobywała srebrne medale europejskich igrzysk halowych. Podczas XIX Letnich Igrzysk Olimpijskich w mieście Meksyk (1968) była szósta, a rok później uplasowała się na czwartej pozycji podczas IX Mistrzostw Europy. W 1971 zajęła szóste miejsce podczas X Mistrzostw Europy, a w 1972 zdobyła brązowy medal podczas XX Letnich Igrzysk Olimpijskich w Monachium. W 1970 i 1971 była piąta, a w 1972, 1973 i 1974 czwarta podczas kolejnych edycji halowych mistrzostw Starego Kontynentu. Podobnie jak w 1969 także w 1974 zajęła czwartą lokatę podczas XI Mistrzostw Europy. Zimą 1975 zdobyła w Katowicach brązowy medal podczas halowych mistrzostw Europy. W 1976 najpierw została halową mistrzynią Europy, a latem zdobyła złoty medal podczas XXI Letnich Igrzysk Olimpijskich w Montrealu. Złota medalistka mistrzostw Bułgarii w hali i na stadionie. Reprezentowała swój kraj w pucharze Europy oraz meczach międzypaństwowych.
3 lipca i 4 lipca 1976 w Belmeken z wynikami 21,87 m i 21,89 m ustanawiała rekordy świata. W ciągu swojej kariery Christowa aż 35 razy poprawiała rekord Bułgarii w pchnięciu kulą od wyniku 15,42 m w 1962 roku do 21,89 m w 1976 roku.
Rekordy życiowe: stadion – 21,89 m (4 lipca 1976, Belmeken); hala – 20,78 m (14 lutego 1976, Sofia). Wyniki uzyskane przez tę miotaczkę są wciąż aktualnymi rekordami Bułgarii.